# Leggi sull'Alcol del New Jersey

Lo stato del New Jersey (in rosso) sulla mappa degli USA.

Le leggi statali del New Jersey sulle bevande alcoliche sono tra le più complesse degli Stati Uniti, presentando molte peculiarità che quelle degli altri stati non hanno. Esse distinguono 29 differenti licenze per gli alcolici per produttori, grossisti, venditori al dettaglio, immagazzinaggio pubblico e trasporto di bevande alcoliche. L'autorità legislativa e regolamentare sul controllo delle bevande alcoliche appartiene al governo dello Stato, in particolare alla Sezione del controllo delle Bevande Alcoliche supervisionata dal Ministro della Giustizia del New Jersey.
Sotto il cosiddetto "home rule", il New Jersey dà a discrezione delle singole municipalità, entro certi limiti, la possibilità di emanare ordinanze che regolino la vendita ed il consumo di bevande alcoliche. Il numero di licenze di vendita al dettaglio è determinato dalla popolazione del singolo municipio, e può essere limitato ulteriormente dal governo cittadino. Di conseguenza, la disponibilità di alcol e la sua regolamentazione variano significativamente da città a città. Una piccola percentuale di municipalità dello Stato sono "città asciutte" che non ammettono la vendita di bevande alcoliche e che non emettono licenze di vendita al dettaglio a bar e ristoranti per i loro clienti. Altre città consentono la vendita di alcolici 24 ore al giorno. La licenza di vendita al dettaglio è solitamente difficile da ottenere, e quando disponibile tende ad avere prezzi molto elevati ed essere oggetto di un'ardua concorrenza per ottenerla.
In aggiunta, per garantire ai governi locali un ampio margine d'azione sulla vendita di alcolici, la legge del New Jersey ha strane sfaccettature. Le aziende sono limitate ad un massimo di due licenze di distribuzione al dettaglio, rendendo impossibile alle catene di negozi la vendita di bevande alcoliche; questa restrizione, in aggiunta alle ordinanze municipali, limita pesantemente la vendita di birra ai supermercati ed alle catene di piccoli negozi rispetto ad altri stati. La legge statale considera la guida in stato di ubriachezza come violazione del codice stradale piuttosto che un crimine, permette inoltre alle municipalità di definire la portata delle leggi sui "Minori in Possesso", ovvero i minori in possesso di sostanze alcoliche.

## Storia
La storia delle taverne e della produzione alcolica del New Jersey risale al periodo della sua prima colonizzazione. I produttori di vino coloniali vennero riconosciuti dalla Royal Society of Arts come produttori di vino d'alta qualità, il proprietario di una distilleria locale fu domandato della ricetta dei suoi "liquori di cedro" da George Washington in persona. Per tutto il diciannovesimo ed l'inizio del ventesimo secolo, l'industria si sviluppò grazie al flusso di immigrati Europei, in particolare Tedeschi ed Italiani, che rappresentarono un'ampia parte del mercato degli alcolici e portarono con sé cultura e vecchie tecniche di distillazione di birra e vino. Con la crescita del movimento dell'astinenza dall'alcol culminata nel Proibizionismo (1919–1933), l'industria dell'alcol del New Jersey cadde in crisi; molti birrifici, cantine e distillerie chiusero o si spostarono in altri stati. I lasciti del Proibizionismo rallentarono e limitarono la ricrescita dell'industria sino a quando la legislatura statale non cominciò ad allentare ed abrogare le leggi dei tempi del Proibizionismo a partire dal 1981. L'industria degli alcolici del New Jersey sta vivendo una rinascita e le leggi recentemente promulgate offrono nuove opportunità alle cantine ed ai birrifici locali.

## Controllo delle autorità

### Statuti Statali ed applicazione
Le leggi e regolamentazioni sull'alcol dello Stato sono sorvegliate dalla Sezione del controllo delle Bevande Alcoliche (ABC) del Dipartimento di Legge e Pubblica Sicurezza supervisionata dal Ministro della Giustizia del New Jersey. L'attuale direttore della Sezione del controllo delle Bevande Alcoliche è Michael I. Halfacre. Le leggi statali e municipali, incluse quelle riguardanti le bevande alcoliche, si applicano su tutte le acque territoriali inclusi fiumi, laghi, baie, e mare fino a tre miglia nautiche dalla costa del New Jersey.
Dal 1738, alcune città del New Jersey iniziarono ad emanare licenze di vendita degli alcolici ai proprietari di taverne. Prima del Proibizionismo federale del 1919, nonostante molti statuti a livello statale, la regolamentazione delle bevande alcoliche del New Jersey era quasi esclusivamente locale, con variazioni da municipio a municipio. Nel 1933, a seguito del ventunesimo emendamento, agli stati era concessa nuovamente la possibilità di regolamentare le bevande alcoliche. Subito dopo la fine del Proibizionismo nel 1933, il New Jersey istituì la Sezione del controllo delle Bevande Alcoliche, concedendole poteri legislativi. La legge stabiliva inoltre un sistema di distribuzione dell'alcol a tre livelli per cui, salvo rare eccezioni, i produttori di alcol potevano vendere esclusivamente ai venditori all'ingrosso, i quali a loro volta potevano vendere esclusivamente ai venditori al dettaglio che vendevano ai consumatori.
La regolamentazione e le leggi sull'alcol del New Jersey sono codificati rispettivamente in 33 Titoli degli Statuti del New Jersey e dal Titolo 13, Capitolo 2 del Codice Amministrativo del New Jersey. A seguito dell'adozione della costituzione del New Jersey vigente nel 1947, ed alla consolidazione di alcuni dipartimenti, il dipartimento fu incorporato nel Dipartimento di Legge e Pubblica Sicurezza sotto l'ufficio del Ministro della Giustizia del New Jersey. Gli statuti definiscono una bevanda alcolica come "qualsiasi fluido o solido capace di essere convertito in fluido, adatto al consumo umano, ed avente un contenuto alcolico maggiore della metà dell'un percento (1/2 di 1%) in volume, inclusi alcol, birra, birra lager, birra ale, birra porter, vino fermentato naturalmente, vino trattato, vino miscelato, vino liquoroso, vino spumante, liquori distillati, liquori distillati miscelati e qualsiasi liquore fermentato o distillato adatto all'uso come bevanda o qualsiasi miscela di simili e succhi di frutta."

### Controllo Comunale

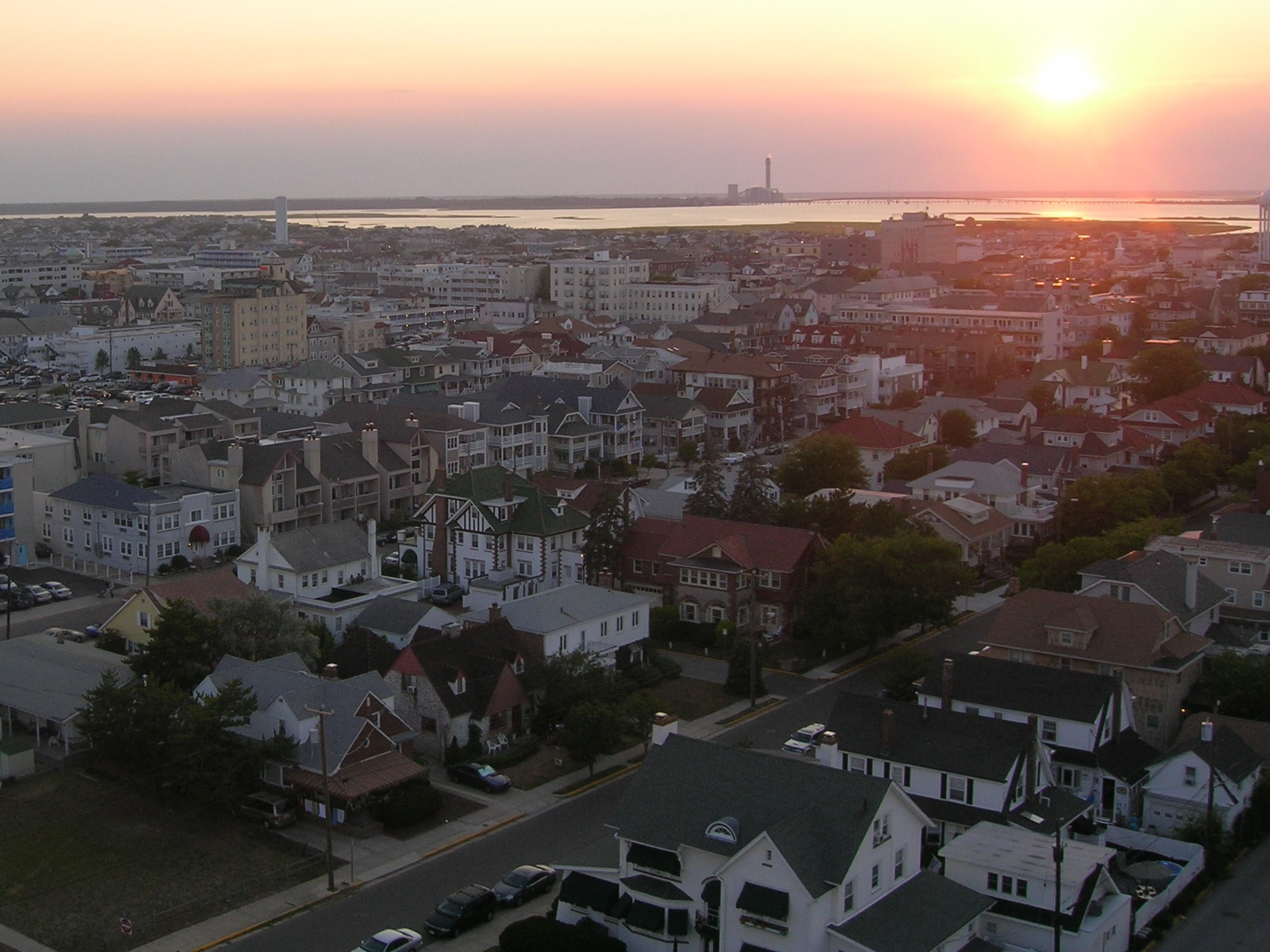
Ocean City è stata fondata nel 1879 come "città asciutta", e non ha mai rilasciato licenze di vendita di alcolici o consentito la pratica del BYOB.

Il New Jersey ha una forte tradizione di regolamentazione home rule I comuni hanno dunque una considerevole autorità riguardo alla regolamentazione e alle licenze di esercizi relativi agli alcolici. Questi poteri includono:
- limitare il numero di licenze di vendita di alcolici al dettaglio (Licenze di classe C),
- limitare l'orario di vendita al dettaglio di alcolici
- proibire la vendita di alcolici di domenica,
- regolare la condotta di ogni impresa autorizzata alla vendita di bevande alcoliche,
- regolare la natura e le condizioni di ogni esercizio autorizzato,
- limitare il numero di licenze di un municipio ad uno e solo uno,
- limitare la licenza a coprire solo i locali autorizzati;
- consentire ai comuni con una popolazione di 15,000 abitanti o superiore di nominare un consiglio comunale dedito al controllo delle bevande alcoliche costituito da tre persone in carica per tre anni[19]

Il rapporto delle licenze di vendita al dettaglio per consumo o distribuzione di alcolici è proporzionale alla popolazione dei comuni. Il numero di licenze che permettono la vendita al dettaglio e consumo di bevande a locali autorizzati (ad esempio bar e ristoranti) è di una ogni 3,000 residenti. Il rapporto di licenze di distribuzione è di una licenza ogni 7500 residenti. Piccole città con una popolazione inferiore ai 1000 residenti possono emanare una licenza di consumo ed una di distribuzione. Data un'ampia libertà regolamentare dei comuni, il numero effettivo di licenze concesse in un comune può essere maggiore o minore in base a diversi fattori, inclusi:
- l'esistenza di licenze concesse dal comune prima dell'imposizione dello statuto del 1948 che ne limita il numero per comune,
- se il comune decide di concedere un numero minore di licenze,
- se il comune ha deciso di diventare una "città asciutta" tramite un'ordinanza o un referendum e dunque proibire la vendita di alcolici nella sua giurisdizione.

A causa di queste libertà legislative, 35 dei 565 comuni sono attualmente "città asciutte". Al contrario a causa delle licenze precedenti allo statuto del 1948, diversi municipi hanno un rapporto di licenze maggiore a quello dello statuto. Per esempio, la città turistica di Wildwood ha una popolazione permanente di 5,300 abitanti, ma 61 licenze per gli alcolici attive.

### Altre autorità
I Casinò di Atlantic City e le enclavi federali (es. basi militari, parchi nazionali) non sono sotto la giurisdizione né della Sezione del controllo delle Bevande Alcoliche né di quella dei consigli comunali. La Sezione dell'Applicazione del GIoco del New Jersey e la Commissione di Controllo dei Casinò del New Jersey sono responsabili per la regolamentazione delle bevande alcoliche nei casinò. Per l'Articolo I, Paragrafo 8, Comma 17 della Costituzione degli Stati Uniti d'America, il governo federale può "esercitare la propria autorità su tutti i terreni acquistati con il consenso della legislatura dello stato nei quali essi si trovino, per l'erezione di forti, magazzini, arsenali, cantieri navali, ed altri edifici necessitati." Anche se alcune leggi statali sono valide all'interno di enclavi federali, la corte ha deciso che le basi militari ed altre zone federali sono esonerate dall'osservazione delle leggi statali e locali sull'alcol.

## Licenze per alcolici e permessi
La legge del New Jersey fornisce 29 distinte licenze per gli alcolici divise nelle seguenti cinque classi: Classe A per produttori, Classe B per venditori all'ingrosso, Classe C venditori al dettaglio, Classe D per licenze di trasporto, e Classe E per pubblici magazzini. La legge statale consente alla Sezione del controllo delle Bevande Alcoliche di concedere permessi temporanei "per provvedere a situazioni laddove risulterebbe appropriato e consono concedere una licenza, ma non si è ancora espressamente provveduto a farlo." Permessi speciali vengono concessi ad un prezzo che spazia dai $10 ai $2000 e sono limitati ad un massimo di 25 giorni l'anno per un locale autorizzato, e attualmente ve ne sono tre tipi per i non autorizzati. escludendo le licenze stagionali ed i permessi speciali, le licenze della ABC vengono emanate a partire dal 1 di luglio fino al 30 di giugno.

## Emanazioni Comunali

### Disponibilità di licenze per vendita al dettaglio

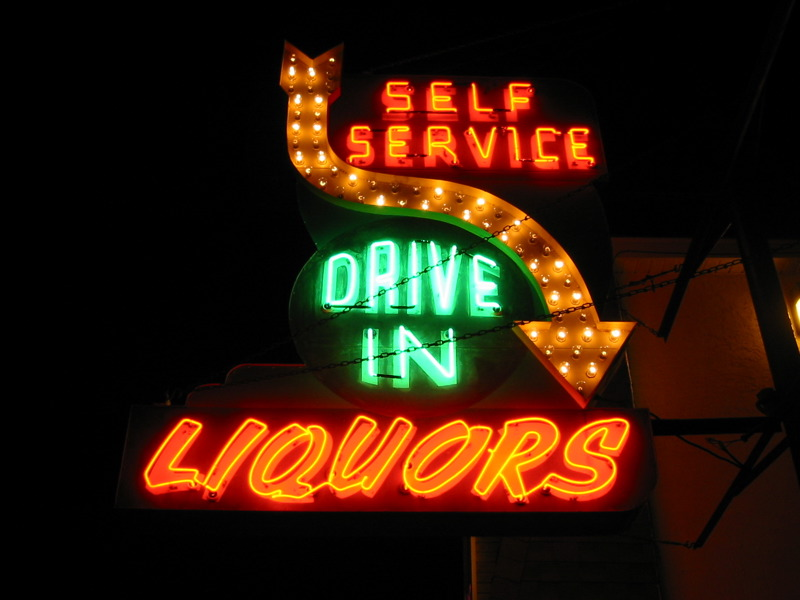
Un'insegna di un negozio di liquori di Wildwood, città che ha oltre 60 licenze attive.

Il numero di licenze di Classe C per bar, ristoranti e negozi di liquori è limitato dal numero di abitanti e spesso da ordinanze comunali. Le licenze vengono spesso ottenute da esercenti autorizzati che decidono di vendere la propria, oppure dalla concessione di una nuova licenza a causa dell'aumento della popolazione. Di conseguenza, il prezzo di una licenza di vendita al dettaglio è spesso proibitivo. La vendita di una nuova licenza è spesso condotta mediante una gara d'appalto pubblica. La spietata concorrenza può risultare di beneficio ad un comune grazie alle offerte di centinaia di migliaia di dollari del maggior offerente. Nel 2006 l'appalto di una licenza a Cherry Hill, New Jersey ha realizzato il record statale di 1.5 milioni di dollari.
I permessi speciali esistono per consentire la vendita di bevande alcoliche a campi da golf, strutture di proprietà del governo e ad eventi sociali organizzati da organizzazioni non-profit (ad esempio, carnevali di chiesa). Un ristorante del New Jersey può vendere vino pur non avendo una licenza di vendita al dettaglio diventando rivenditore fuori sede di un'azienda vinicola. Sin dai primi anni novanta, ci sono state una serie di proposte non andate in porto sulla creazione di una licenza separata per ristoranti, abilitando locali dove è possibile consumare un pasto alla vendita di birra e vino. Tali proposte sono state fermamente combattute dagli attuali possessori di una licenza di vendita al dettaglio, i quali affermano che i loro incassi diminuirebbero considerevolmente come anche il valore delle loro licenze sul mercato.

### "Città Asciutte"
Alcuni municipi, in particolare nel South Jersey, sono città asciutte dove nessun alcolico può essere servito o venduto. Alcune di esse lo sono a causa delle loro origini quaccheriste, metodiste, ed altre comunità religiose protestanti. Ad esempio, la zona di mare di Ocean City è stata "asciutta" sin dalla sua fondazione nel 1879 da parte di quattro uomini di clero Metodisti. Negli ultimi anni, diversi comuni hanno sollevato la questione sul rimanere "asciutti" o meno. Le "città asciutte" indicono frequente un referendum pubblico sul rimanere asciutti o autorizzare la vendita di alcolici allo scopo di aumentare il volume di affari locale ed aumentare di conseguenza le entrate derivanti dalle tasse di proprietà.
Le "città asciutte" del New Jersey non possono vietare il possesso, consumo o trasporto di alcol, ma hanno la possibilità di consentire o meno ai clienti di portare le proprie bottiglie in ristoranti ed eventi sociali non-profit. Nel 2012, i cittadini di Ocean City hanno respinto la proposta di permettere ai clienti dei ristoranti la possibilità di portare il proprio vino o birra in locali non autorizzati alla vendita. È invece consentito in una "città asciutta" avere un'azienda vinicola o birrificio che offra assaggi, essendo le licenze di produzione dell'alcol del New Jersey concesse dallo Stato e non dai comuni. Al 2013, si contano 35 "Città asciutte" nel New Jersey, in calo rispetto alle 44 del 2002.

### Orario di vendita ed altre regole

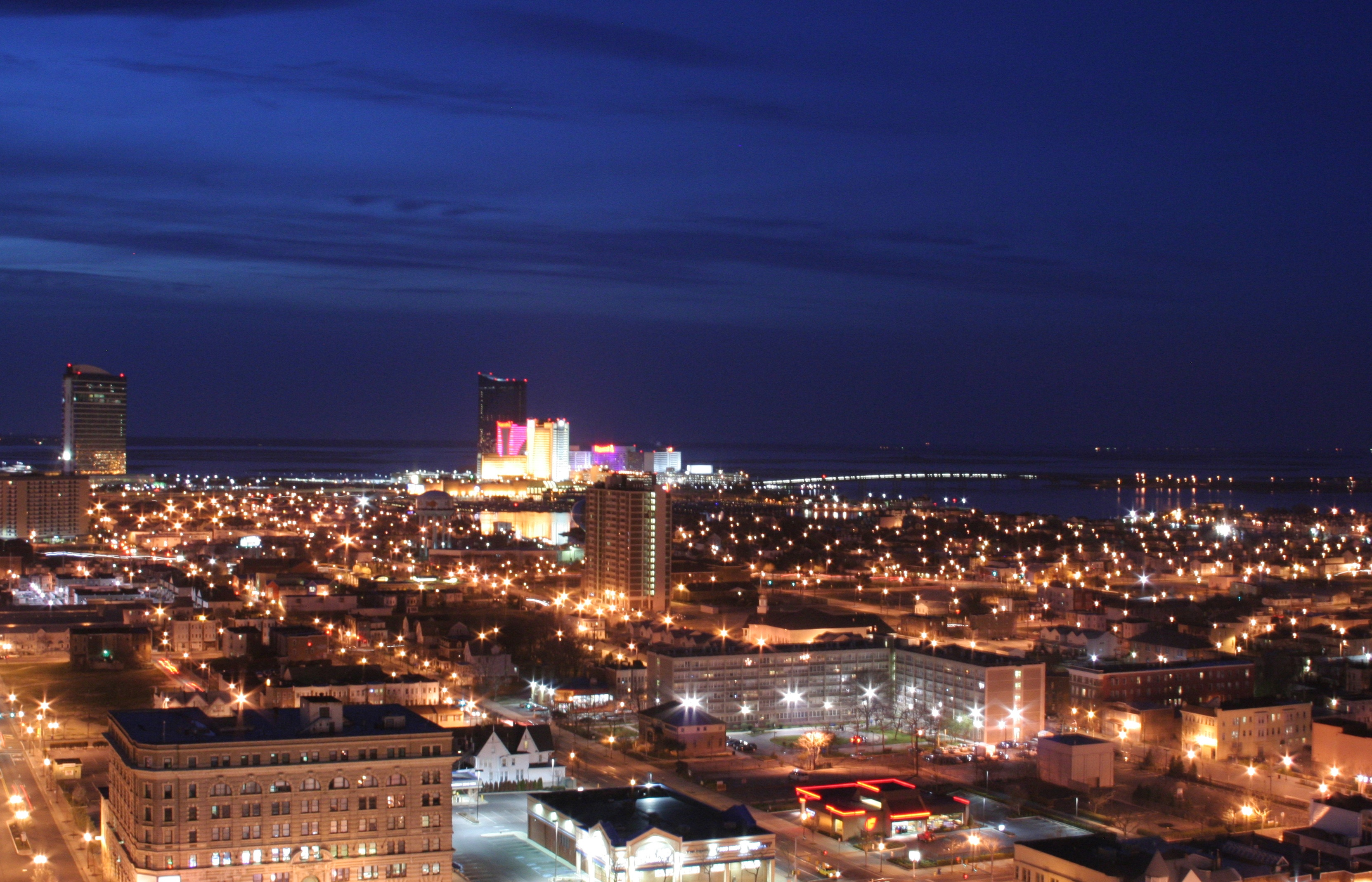
Atlantic City è una delle poche città del New Jersey a consentire la vendita di alcol 24 ore al giorno.

L'orario di vendita per il consumo dei locali autorizzati è regolamentato dalle ordinanze locali ed è frequente il fenomeno di un ultimo annuncio prima dello stop della vendita per avvisare i clienti. Atlantic City non ha restrizioni di orario, l'alcol è disponibile 24 ore al giorno nei casinò e bar locali. Con l'eccezione di Newark e Jersey City, la legge proibisce la vendita di distillato prima delle nove di mattina e dopo le 10 di sera indipendentemente dal giorno della settimana. L'orario può essere ulteriormente ristretto dalle ordinanze locali. I negozi di liquori possono vendere birra e vino negli stessi orari dei locali autorizzati.
La regolamentazione riguardante i negozi di liquori e bar nel New Jersey è molto vasta. I locali autorizzati non possono regalare alcolici. È illegale vendere liquore sotto il costo di mercato, stabilire una somma fissa per bere senza limiti (tranne che per feste private durante la Notte di Capodanno), promuovere qualsiasi offerta che preveda il consumo di una certa quantità di alcolici, consentire ai clienti di rimanere dopo la chiusura, o vendere alcolici nei "drive-through". Bar e club non possono promuovere "notte in rosa" o qualsiasi altra offerta che venga considerata discriminatoria. Gli agenti di polizia non possono lavorare in un locale autorizzato situato nella loro stessa città di servizio e alcuni comuni richiedono l'acquisizione dell'impronta digitale per tutti i dipendenti di negozi di liquori e bar.
Il gioco d'azzardo e simili, sommariamente definiti dalla ABC includono le macchinette claw and crane, videogiochi a tema casinò, scommesse sportive e non, e lotterie, indipendentemente dal fatto che producano o meno guadagno all'attività commerciale, sono proibiti nei locali autorizzati. Le uniche eccezioni sono per i bar autorizzati dallo Stato a vendere biglietti della lotteria o fare scommesse su corse di cavalli. Bingo e lotterie a scopi caritatevoli sono consentiti. Anche giochi di carte, freccette, biliardo ed altri giochi sono autorizzati laddove non vi siano soldi in gioco o qualsiasi altra forma di premio.
La regolamentazione dell'ABC consente ai proprietari o dipendenti di bar di dare drink gratis a condizione che non siano pubblicizzati. Le attività possono anche regalare coupon di drink in omaggio (massimo uno al giorno per cliente). Hotel e motel autorizzati possono offrire in omaggio ai proprio ospiti bottiglie di vino, ma solo in occasioni speciali. Gli stabilimenti autorizzati possono istituire un codice d'abbigliamento, costo di servizio e scegliere l'età minima d'ingresso. I negozi di liquori possono offrire assaggi di birra, vino e liquori. Bar, ristoranti, luoghi autogestiti su concessione statale ed organizzazioni no profit grazie ad un permesso speciale possono fornire assaggi di alcolici e cene.

### BYOB: porta la tua bottiglia
A causa del fatto che molti ristoranti non dispongono della licenza di vendere alcolici, la pratica del BYOB ("bring your own bottle - porta la tua bottiglia") è molto frequente in tutto lo Stato. I clienti possono portare la loro birra o vino al ristorante non possedente di licenza di vendita a meno di ordinanze specifiche del comune che lo vietino. Una legge stabilisce che un ristorante BYOB possa negare il consumo di alcolici ad alta gradazione o miscele di diverse bevande, come anche il consumo ai minori di 21 anni, ubriachi, o ad orari in cui la vendita di alcolici è proibita ai locali autorizzati di quel comune(ad es. dopo la chiusura). Le attività che offrono il BYOB non possono aggiungere costi di servizio, far pagare il diritto di tappo, o pubblicizzare tale pratica ai clienti. Un ristorante munito di licenza di vendita può consentire a propria discrezione il BYOB ai suoi clienti, spesso non lo fanno.
La legge del New Jersey impedisce agli strip club ed alle "SOB: attività sessualmente orientate", dove spogliarelli e danze erotiche vengono offerte, dal vendere alcol e mostrare nudità totali. Le attività che posseggono una licenza per gli alcolici e lo servono possono offrire solamente spettacoli con nudità parziali come la go-go dancing (solitamente in bikini o lingerie). I Club non muniti di una licenza hanno le stesse restrizioni qualora implementino il BYOB e vengono considerati "juice bar". I juice bar hanno le stesse caratteristiche dei bar normali ma possono servire solo bevande analcoliche come acqua, succo di frutta e bibite. Questi bar possono disporre di strumenti utili al BYOB ed offrire ghiaccio oltre che miscelare per il cliente i suoi ingredienti per preparare il proprio drink. Ultimamente le corti di giustizia hanno stabilito che i comuni che consentono ai ristoranti la pratica del BYOB devono fare altrettanto con gli strip club.

## Produzione e distribuzione dell'Alcol

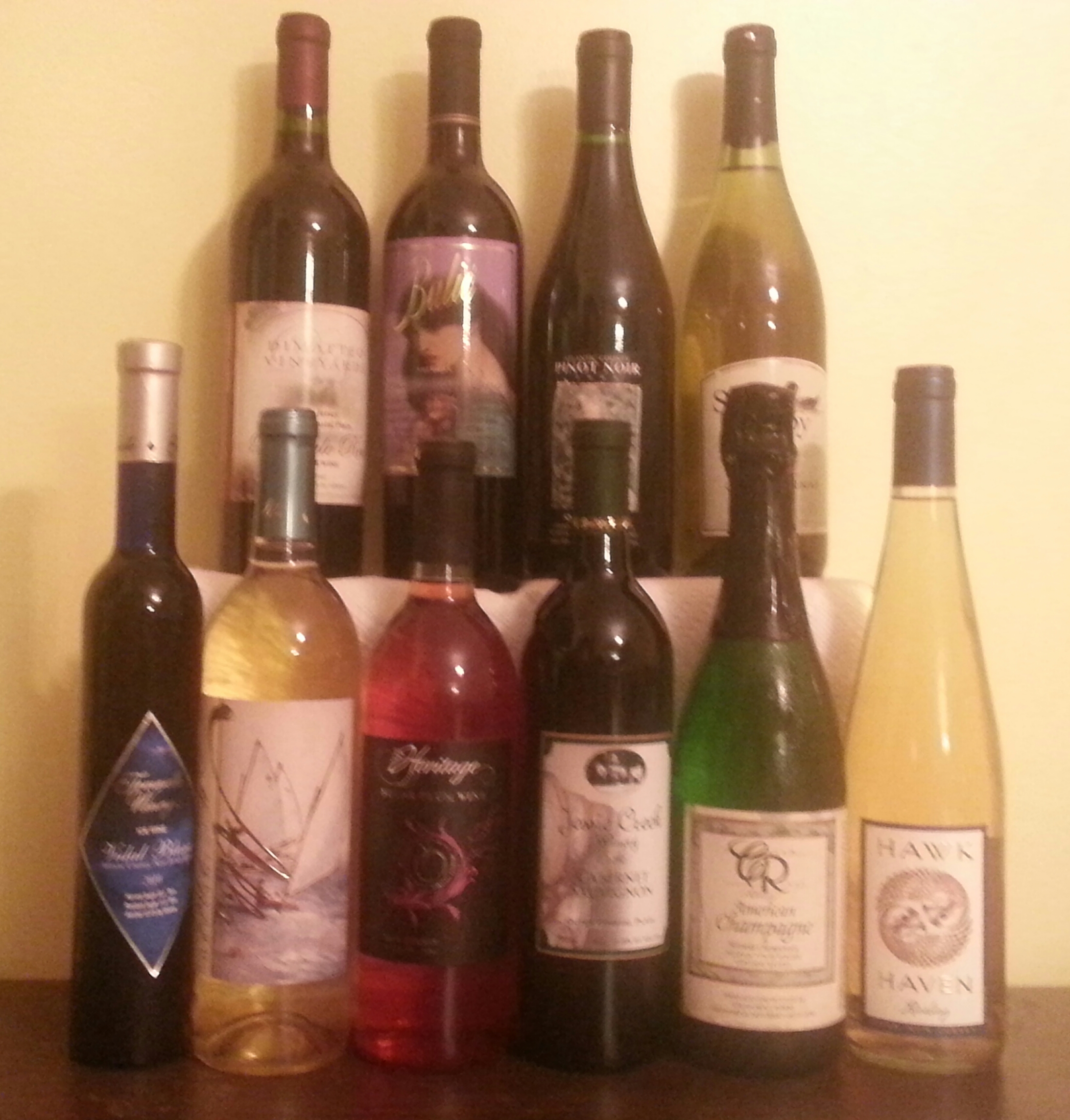
Assortimento di vini del New Jersey. Le 48 cantine del New Jersey producono vino da oltre 90 varietà di uva e da oltre 25 altri frutti..

Nel 1981, la legislatura del New Jersey iniziò a riformare le leggi sulla produzione delle bevande alcoliche. Con l'approvazione del "New Jersey Farm Winery Act" nel 1981 e leggi riguardanti le licenze ai pub e venditori di birra degli anni novanta, questi tipi di attività crebbero significativamente ed il numero di cantine e birrifici altrettanto. Nel febbraio del 2013, il New Jersey emanò per la prima volta dai tempi del Proibizionismo una licenza per la distillazione, la legislatura ha in seguito ricevuto richieste di rendere più facile l'apertura di nuove distillerie nel New Jersey. Nel 2014 il New Jersey conta 48 cantine, 28 birrifici e 2 distillerie.

### Cantine
La vinificazione nel New Jersey risale al periodo coloniale. Nel 1767, due proprietari terrieri, Edward Antill e William Alexander, furono ufficialmente riconosciuti dalla Royal Society of Arts di Londra, che aveva sfidato i coloni dell'America del nord britannica a coltivare grappoli di vinifera e produrre "Quei tipi di vini attualmente di consumo in Gran Bretagna." Poco dopo, Antill scrisse un trattato istruttivo di 80 pagine sulla viticoltura e la vinificazione che fu pubblicato nel "Transactions of the American Philosophical Society"
Mentre la coltivazione dei grappoli ed alberi da frutto supportava una florida industria del vino nel tardo XIX ed inizio XX secolo, gli effetti del Proibizionismo ed i rimasugli di alcune leggi restrittive dopo la sua abrogazione, devastarono il settore. Per cinquant'anni, il New Jersey fu limitato ad un'unica licenza vinicola ogni milione di residenti, che nel 1980 portò a contare solamente sette cantine in tutto lo Stato. La crescita dell'industria vinicola dello Stato fu rafforzata nel 1981 dal "New Jersey Farm Winery Act", che abrogò molte leggi dei tempi del Proibizionismo e consentì ai piccoli viticoltori di aprire nuove cantine.
Nel 2014, il New Jersey conta 48 cantine licenziate ed operative che producono vini da oltre 90 varietà di grappoli ed altri 25 frutti. Molte cantine del New Jersey vendono i loro prodotti ai festival annuali tenuti per tutto lo Stato. Nel 2010, 1.72 milioni di galloni (approssimativamente 716,000 casse) di vino furono prodotti dalle cantine del New Jersey, rendendolo il settimo Stato maggior produttore di vino. Una considerevole porzione di esso è vino non derivante da grappoli, ovvero vino di mela, mirtilli, lampone, ed ossicocco; frutti prodotti dalle fattorie locali. Le cantine generano introiti per $30–40 milioni l'anno. La legge del New Jersey considera il sidro come un tipo di vino a causa della sua produzione derivante da frutta fermentata. Ad ogni modo non c'è alcuna produzione di sidro licenziata nel New Jersey, il sidro può essere prodotto con una qualsiasi licenza vinicola, e diverse attività stanno muovendo i primi passi per installare frantoi di sidro.

### Birrifici

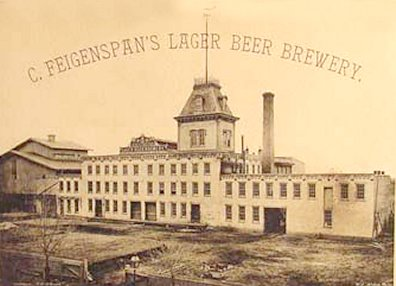
Il Birrificio C. Feigenspan a Newark, New Jersey, 1890-1900.

Il primo birrificio del New Jersey fu stabilito in un insediamento appena fondato dagli Olandesi oggi noto come Hoboken, quando lo Stato era parte dei Nuovi Paesi Bassi. Fu presto distrutto da una banda di Lenape nel 1643 durante la Guerra di Kieft (1643–1645).L'insediamento di molti coloni tedeschi portò allo sviluppo di una ricca industria birrificia nel XIX ed inizio XX secolo. La produzione di birra divenne la quarta industria a Newark, con nomi quali Kruger, Hensler, e Feigenspan tra le famiglie d'élite a Newark.
Più tardi, brand regionali (in seguito anche nazionali) come Ballantine, Rheingold e Pabst tra le tante, gestivano grandi birrifici a Newark e nelle città limitrofe. A seguito di accuse di propaganda tedesca e della persecuzione dei tedeschi americani durante la Prima Guerra Mondiale, molti birrai si trasferirono negli Stati Uniti d'America medio-occidentali. Il Proibizionismo chiuse molte delle rimanenti birrerie dello Stato. Dei 27 birrifici di Newark precedenti al Proibizionismo, nessuno è sopravvissuto. Con la riorganizzazione ed il consolidamento dell'industria negli anni settanta e novanta del 900 per competere a livello nazionale, grandi produttori come Ballantine (negli anni sessanta), Rheingold (1977), e Pabst (1985) chiusero i battenti.
Attualmente, lo Stato ospita un birrificio di produzione a larga scala, l'Anheuser-Busch a Newark, che ha aperto nel 1951 e produce Budweiser e Rolling Rock. Il New Jersey offre una licenza per la produzione di birra limitata ai piccoli birrifici artigianali ed ai pub, che ha permesso all'industria di crescere negli ultimi anni. Nel 1995, il "Ship Inn Restaurant and Brewery" di Milford è diventato il primo pub servente birra del New Jersey. Da quel momento l'industria si espansa a 28 birrifici, molti dei quali sono artigianali e pub. Nel 2010, i birrai del New Jersey hanno prodotto 32,000 botti (992,000 galloni) di birra artigianale. Nel 2012, il New Jersey ha liberalizzato la vendita di bicchieri di birra ai birrifici artigianali come parte di un tour, e di vendere fino a 15.5 galloni per consumo fuori sede. La stessa legislazione permette ai pub ti produrre fino a 10.000 botti di birra l'anno, e di venderla ai grossisti ed ai festival.

### Distillerie
Il New Jersey ha avuto una lunga tradizione della distillazione sin dai tempi delle colonie, quando i grandi latifondisti convertirono la frutta in avanzo in brandy, lo zucchero in rum, ed il grano in whiskey. Fino a tempi recenti il New Jersey ha avuto solo una distilleria licenziata, la Laird & Company a Scobeyville (Colts Neck). Fondata da Robert Laird, è la più antica distilleria degli Stati Uniti, avendo ricevuto la licenza numero 1 dal Dipartimento del Tesoro degli Stati Uniti d'America nel 1780. George Washington, che era conoscente del proprietario della distilleria, chiese la ricetta per preparare i "liquori di cedro". Nel 1834, il New Jersey vantava 388 distillerie.
Ad oggi, Laird è l'unico produttore nazionale di apple jack. Attualmente nessuna compagnia distilla nel New Jersey. Laird prende tutte le sue mele dalla Valle dello Shenandoah della Virginia, dove avviene anche la distillazione. La distillazione nel New Jersey è stata interrotta nel 1972 e la Laird miscela, fa riposare ed imbottiglia i suoi prodotti a Scobeyville. Nel febbraio 2013, lo Stato ha emanato la prima licenza per distillerie dai tempi del Proibizionismo a Fairfield, dove attualmente si produce e vende rum. Un'altra potenziale variante di distillazione di Camden è sul punto di ottenere una licenza nel prossimo futuro. Altre dovrebbero seguirla. Nell'Agosto 2013, lo Stato ha emanato una legge creante una nuova licenza per distillerie artigianali. La licenza costa meno di una per la distillazione a livello industriale ($938 contro $12,500), ma limita la produzione a 20,000 galloni l'anno, e richiede che almeno il 51% della materia prima per la distillazione sia stata cresciuta o prodotta nel New Jersey.

### Consegna direttamente al consumatore
Fino al 2004, il New Jersey permetteva alle cantine nazionali di consegnare direttamente ai clienti all'interno della nazione. Lo Stato non consentiva invece a produttori non appartenenti al New Jersey di consegnare ai residenti dello Stato o a cantine locali di consegnare fuori dai propri confini. Questa pratica è stata dichiarata anticostituzionale dalla Corte Suprema degli Stati Uniti nel 2005 in un caso del Michigan. Lo Stato del New Jersey è stato conseguentemente colpito dalla Corte d'Appello di Terzo Grado nel 2010 perché queste limitazioni violavano la "Interstate Commerce Clause" ovvero la "Clausola interstatale di commercio" della Costituzione degli U.S.A.
Il 17 gennaio, il Governatore del New Jersey Chris Christie approvò un disegno di legge che legalizzava la vendita diretta dalle cantine ai consumatori, e che permetteva alle cantine di aprire fino a 15 punti rivendita fuori sede in tutto lo Stato. La legge consente alle cantine che producono meno di 250.000 galloni di vino l'anno, ovvero la totalità di quelle del New Jersey, di consegnare fino a 12 casse di vino l'anno ad ogni persona che abbia compiuto i 21 anni residente nel New Jersey o in qualsiasi altro Stato che consenta il trasporto di vino. Poiché questo proibisce la vendita del 90% del vino prodotto negli Stati Uniti ad eccezione di quello prodotto dalle piccole cantine del New Jersey, i sostenitori della legge erano spaventati dal fatto che questa sezione del disegno di legge sarebbe stata abrogata in quanto incostituzionale. La Corte d'Appello di Primo Grado degli U.S.A. lo aveva già fatto su una legge analoga del Massachusetts nel 2008 alla luce della decisione della Corte Suprema degli Stati Uniti d'America condizionando la regolamentazione sulla consegna diretta cantina-consumatore.
La legge Federale proibisce la consegna via posta di bevande alcoliche. Il New Jersey di fatto proibisce la consegna di birra e liquori ai consumatori richiedendo una licenza per gli alcolici di consegna, ma non esiste alcuna licenza specifica per tale attività sulla birra ed i liquori. L'UPS e la Federal Express consegnano vino ai consumatori, mentre birra e liquori esclusivamente alle attività autorizzate. Per quanto sia una contraddizione, è possibile per un negozio di alcolici consegnare via macchina o furgone a domicilio. La regolamentazione della ABC stabilisce che le bevande alcoliche consegnate a domicilio debbano essere pagate di più rispetto a quelle in negozio, consegnate esclusivamente ai maggiorenni (21 anni o più) e che debbano essere effettuate durante l'orario di apertura.

## Età minima per il consumo

### Leggi a tutela dei minori
Nel New Jersey una persona deve essere almeno ventunenne per comprare bevande alcoliche al dettaglio e per tenerlo o consumarlo in uno spazio pubblico (ad esempio, un parco o per strada) o semi-pubblico (es. ristorante, automobile). Una persona deve essere almeno diciottenne per possedere una licenza, vendere o servire alcolici, (ad esempio, un cameriere o cassiere). La legge Statale proibisce anche ai minori di fingere un'età diversa da quella effettiva nelle attività autorizzate.
È illegale servire alcolici ai minori di 21 anni, incoraggiarla al consumo, permettere ad un minore di bere nella propria proprietà che sia in affitto o posseduta, o tenere bevande alcoliche all'interno di una scuola pubblica sia nelle strutture che negli spazi aperti senza il permesso scritto del consiglio scolastico o del preside. La legge Statale fa eccezione per servizi religiosi, e per genitori o chi ne faccia le veci maggiori di 21 anni che servono alcolici ai propri figli in luoghi privati (come la propria casa).
Il New Jersey e tutti gli altri stati degli U.S.A. sottostanno al National Minimum Drinking Age Act of 1984, che stabilisce in tutta la Repubblica Federale l'età minima per comprare o tenere alcolici in luoghi pubblici a 21 anni. Per far aderire tutti gli stati, il Congresso ha stabilito che gli stati che non fossero riusciti ad applicare queste restrizioni avrebbero subito un taglio ai fondi Federali concessi. La legge Federale inoltre aiuta con l'elargizione di fondi scolastici federali i college e le università che accettino di sanzionare gli studenti che violino le leggi sul consumo dell'alcol e di tenere traccia di tutte le leggi non rispettate sugli alcolici. The Chronicle of Higher Education ha riportato che molti college non riescono a disporre queste leggi e che di conseguenza gli aiuti federali sono minimi.
Non c'è alcuna legge che proibisca il consumo di alcol ai minori nelle proprietà private, ma molti comuni proibiscono il consumo ai minori in assenza di un genitore o parente adulto. Le scuole pubbliche non possono proibire il consumo ai propri studenti al di fuori della scuola. I minori possono entrare nei locali autorizzati, e mentre la legge statale non proibisce ai bar e night clubs di organizzare eventi come "teen nights" o " i 18enni festeggiano, i 21enni bevono", alcuni municipi non lo consentono. È legale per un maggiorenne essere nello stesso posto in cui un minore fa consumo di alcol, ed il New Jersey non ha alcuno statuto che sanzioni i minori che non siano stati colti sul fatto.

### Sanzioni per i minori
Il consumo di alcolici da parte di minori è considerato disturbo all'ordine pubblico, che in caso di colpevolezza prevede una pena fino a 6 mesi di detenzione (raramente applicata), una multa di $500–$1000, e la sospensione della patente di 6 mesi. Le sanzioni sono uguali anche in caso di utilizzo di falsi dati anagrafici. Coloro che servino alcolici ad un minore, o che lo convincano al consumo, consentano ad un minore il consumo nella propria proprietà, o portino alcolici in una scuola pubblica incorrono a sanzioni simili, ad eccezione della sospensione della patente. Un esercente autorizzato che serva alcoli ad un minore, anche non intenzionalmente, potrebbe essere sanzionato o vedersi la licenza sospesa o revocata.
La violazione di leggi comunali sul consumo dei minori non è un'infrazione penale, che prevede una multa di $250 alla prima violazione, e di $350 per quelle successive. La patente può essere sospesa per la violazione delle norme comunali, ma di solito finisce con una multa senza la necessità di presentarsi in tribunale. Esiste la cosiddetta legge del "buon samaritano" che protegge i minori da denunce per il consumo di alcol – nel caso in cui un minore che ha fatto consumo di alcolici richiede assistenza medica per un altro consumatore che si è sentito male, cooperando con le autorità ed i paramedici, nessuno dei due verrà perseguito. È frequente che la violazione di una legge statale riguardo al consumo dei minori venga considerata violazione comunale in modo da evitare di lasciare traccia sul casellario giudiziario e la sospensione della patente. La prescrizione sia per violazioni comunali che statali avviene in un anno.

### Storia delle leggi sui minori del New Jersey
La prima legge sull'età minima per il consumo di alcolici del New Jersey fu emanata nel 1846. Consentiva ai genitori di uno studente minore di 21 anni di chiedere un risarcimento di $10 (che valevano come $260 di oggi) di danni al barista o cassiere che avesse servito alcolici al loro figlio. Nel 1880 era in vigore una legge penale che puniva gli esercenti che vendevano alcolici ai minori di 18 anni nel caso in cui i genitori gli avessero detto di non farlo. La legge fu modificata nel 1888 per eliminare il consenso dei genitori, rendendo illegale in qualsiasi caso la vendita di alcolici ai minori di anni 18. Nel 1908, le sanzioni furono inasprite, cosicché chi avesse venduto alcolici ad un minore potesse essere incarcerato. Con l'inizio del Proibizionismo, il New Jersey abrogò le sue leggi sul consumo di alcolici da parte di minori visto che il Diciottesimo Emendamento della Costituzione degli Stati Uniti d'America proibiva completamente la vendita di alcolici.
A seguito della fine del Proibizionismo ed il passaggio della Legge sul Controllo delle Bevande Alcoliche, la ABC stabilì che era proibito ai bar e negozi di alcolici vendere i suddetti ai minori di anni 21, che all'epoca era considerata la soglia della maggiore età. Nel 1939, divenne un crimine penale vendere alcolici ai minori di anni 21, e consumare o comprare alcolici in un'attività autorizzata da parte di un minore di anni 21. Lo Stato rese illegale il possesso da parte di minore di alcolici anche all'interno di un proprio veicolo o luogo pubblico nel 1957, probabilmente a causa del fatto che i giovani del New Jersey tendevano a viaggiare per New York, dove l'età minima per il consumo di alcolici era di 18 anni, portando con sé alcolici. Per molti anni le leggi contro il consumo di alcolici da parte di minori non si applicarono nelle proprietà private, ad ogni modo un adulto che fornisse una sostanziale quantità di alcolici ad un minore poteva essere perseguito per favoreggiamento alla delinquenza minorile Inoltre, l'arresto ed il perseguimento per il consumo di alcolici da parte di minori in bar o spazi pubblici erano molto rari prima del 1980.
Conseguentemente ad un disegno di legge che ridusse la maggiore età ai 18 anni anziché 21, l'età minima per il consumo fu abbassata ai 18 anni nel 1973. Motivazione principale fu garantire ai veterani in ritorno dal Vietnam il diritto di comprare alcol. Probabilmente per contrastare il fenomeno degli studenti diciottenni che legalmente compravano alcolici ma li consumavano illecitamente nelle scuole, lo Stato innalzò l'eta minima per il consumo ai 19 anni nel 1980. Le statistiche indicarono un incremento delle morti a seguito di incidenti stradali tra i minori di 21 anni, l'età minima per il consumo fu nuovamente riportata ai 21 anni nel 1983. Allo stesso tempo, le sanzioni per il consumo da parte di minori furono inasprite, rendendo possibile la sospensione della patente. Nel 1985, lo Stato rese illegale ai maggiorenni dare alcolici ai minori di anni 21, ad eccezione di riti o feste religiose oppure di genitori che servono alcolici ai propri figli in casa o luoghi privati.
Storicamente, alcuni comuni emisero delle ordinanze contro il consumo da parte dei minori anche in luoghi privati, ma un'azione collettiva nel 1998 contro la città di Avalon le fece annullare. Nel 2000, la Legislatura del New Jersey propose una legge per criminalizzare il consumo da parte dei minori in proprietà privata ma il Governatore del New Jersey Christine Whitman esercitò il potere di veto affermando: "Sebbene sia completamente d'accordo con l'intento della legge, sono preoccupato riguardo alla possibilità che questa stessa venga applicata in situazioni non inerenti quali un minore che consuma piccoli quantitativi di alcol sotto l'occhio attento di un parente adulto. Più tardi nello stesso anno, Whitman sottoscrisse una versione revisionata della legge che consentiva ai comuni di emanare ordinanze che vietassero il consumo da parte di minori nelle proprietà private. Seppur fu lasciata dunque discrezione ai comuni, la nuova legge imponeva però sanzioni più leggere, e la nuova legge faceva comunque eccezione per gli alcolici direttamente serviti da un qualsiasi parente adulto.

## Guida in stato di ebbrezza

### Leggi sulla guida
Come tutti gli altri stati confederati, il New Jersey stabilisce un tasso alcolemico dello 0.08 percento come soglia d'intossicazione alla guida di un veicolo motorizzato (es automobile, barca). È possibile essere perseguiti per guida in stato di ebbrezza con un tasso alcolemico inferiore allo 0,08%, attestando però lo stato di non intossicazione del guidatore. La legge dello Stato proibisce ai minori di 21 anni di guidare qualora il loro tasso alcolemico sia dello 0001% o superiore, proibisce la conduzione di veicoli commerciali con un tasso dello 0,04% o superiore, e stabilisce che il guidatore debba fornire un campione respiratorio se richiesto da un ufficiale di polizia. Per essere perseguiti per guida in stato di ebbrezza nel New Jersey, bisogna essere alla guida o tentando di guidare un veicolo motorizzato; attività quali dormire in macchina da intossicati o guidare una bici da ubriachi non sono illegali.
I guidatori non necessitano l'effettuazione di test alcolemici per essere perseguiti, ma i loro risultati sono comunque ammissibile dinanzi ad un giudice. L'Alcoltest ha rimpiazzato l'etilometro come strumento per la determinazione del tasso alcolemico. Quando un conducente viene fermato, la polizia non può obbligarlo mediante l'uso della forza a fornire campioni di respiro, sangue od urine, e deve avvertire il guidatore delle conseguenze del rifiutarsi a fornirne. Nel 2010, la Corte Suprema del New Jersey stabilì che i conducenti che non parlano inglese debbano essere avvisati delle conseguenze di rifiutarsi a fornire campioni in una lingua a loro comprensibile. Una persona può essere perseguita per guida in stato di ebbrezza fino a 90 giorni dopo un incidente, tranne che in caso di infortuni seri o morti, in quel caso si arriva fino ai 5 anni.
Il New Jersey è uno dei due stati (assieme al Wisconsin) che classifica la guida in stato di ebbrezza come violazione del codice stradale, e non reato, ad eccezione di casi di seri infortuni o morti. Non essendo un reato, non viene presa l'impronta di coloro che ne vengono perseguiti, non hanno il diritto ad un processo con giuria, non vengono segnalati al "National Crime Information Center" (database criminale) dell'FBI, e gli arresti o sanzioni non possono essere cancellate. L'eccezione Statutaria (es violenza privata, concussione da parte di agente) non è applicabile per la guida in stato di ebbrezza, nel processo d'appello "State v. Hammond", la Corte Suprema confermò la colpevolezza di una persona che aveva guidato dopo aver assunto alcolici dal suo drink, senza esserne consapevole. La Common-law è applicabile per la guida in stato di ebbrezza, una corte statale d'appello assolse una persona che guidò intossicata per sfuggire a degli assalitori, in quanto in stato di necessità.

### Sanzioni

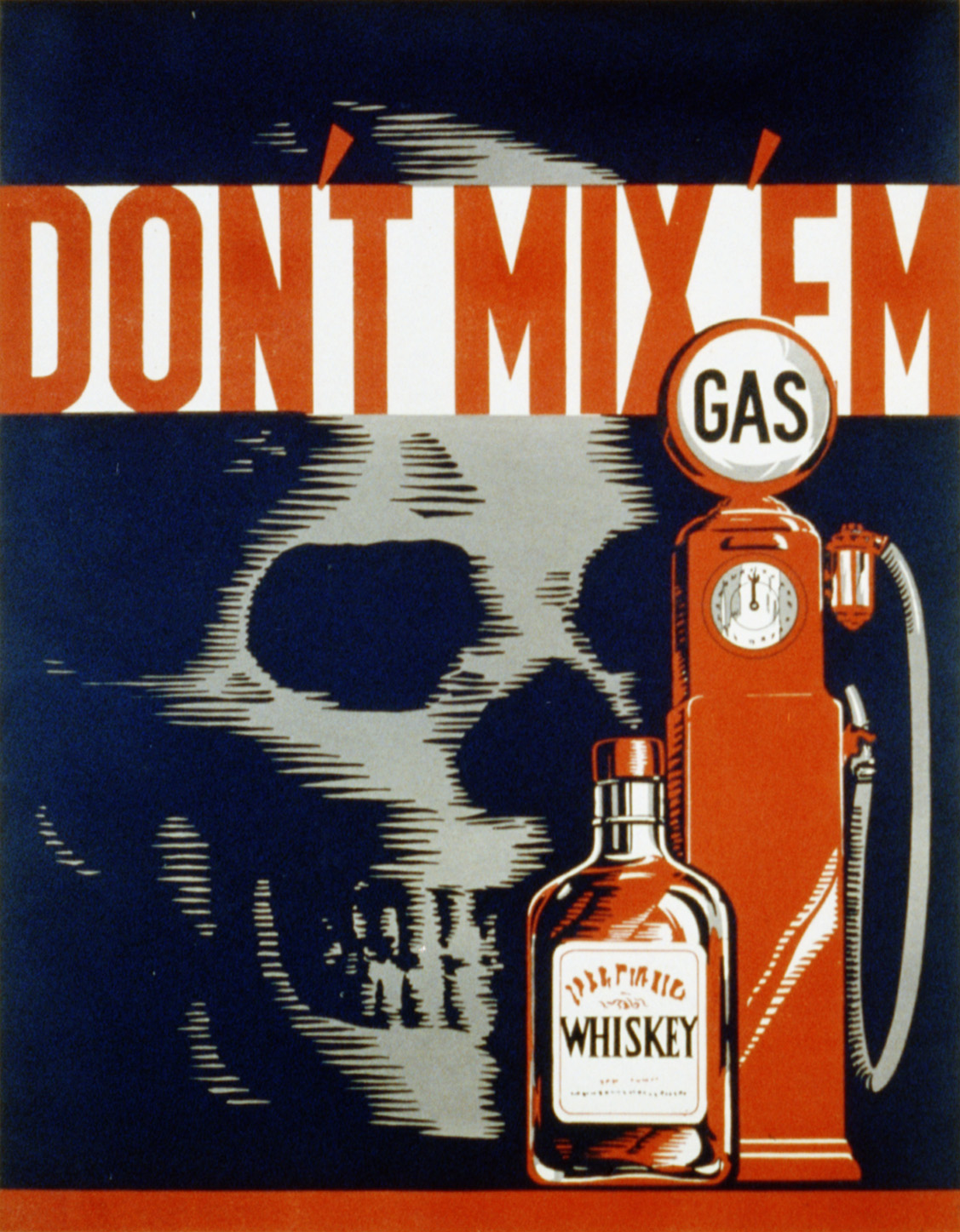
Un poster del 1937 che sensibilizza sui pericoli della guida in stato di ebbrezza. Nel New Jersey, la prima legge al riguardo fu emanata nel 1909.

Le sanzioni per la guida in stato di ebbrezza variano in base al tasso d'intossicazione ed i precedenti del perseguito. Una prima violazione con un tasso inferiore allo 0.10% viene punita con una multa dai $250 ai $400, un'assicurazione automobilistica aumentata di $1000 l'anno per 3 anni, 12 ore di educazione agli alcolici, una sospensione di tre mesi della patente 3, e l'imprigionamento fino a 30 giorni (molto raro). Se il tasso è dello 0.10% o superiore, la multa raggiunge dai $300 ai $500, la sospensione della patente dai 7 ai 12 mesi. Se il tasso è dello 0.15% o superiore, il conducente dovrà aver installato sulla propria auto un dispositivo di blocco dell'accensione dai 6 ai 12 mesi a partire dalla riconsegna della patente. Il New Jersey non revoca le patenti per vie amministrative, inoltre essa non può essere sospesa fino alla condanna dell'intestatario.
Un minore di anni 21 accusato di aver guidato con un tasso alcolemico superiore o uguale allo 0.01%, ma minore dello 0.08% vedrà sospendersi la patente per un periodo compreso tra gli 1 e 3 mesi, dovrà fare 15-30 ore di servizi socialmente utili, e seguire un programma di rieducazione all'alcol. Le sanzioni per rifiutarsi di fornire un campione del proprio respiro sono le stesse di chi guida con un tasso alcolemico superiore allo 0.15%. Il detentore di una patente commerciale (CDL) è soggetto ad una sospensione di tale patente per la prima violazione, ed una sospensione a vita della CDL in caso di violazioni ripetute della legge alla guida di un veicolo commerciale con un tasso alcolemico dello 0.04% o superiore, in caso di guida di un veicolo non commerciale con un tasso dello 0.08% o superiore, o per il rifiuto di fornire un campione del respiro. Sanzioni ancora più pesanti incorrono nel caso in cui la guida in stato di ebbrezza sia avvenuta in un raggio di 1000 piedi da una scuola, o se ci fosse stato un minore nel veicolo. Incidenti che portino a morti o feriti gravi a causa della guida in stato di ebbrezza sono considerati crimini perseguibili penalmente.
Il New Jersey non consente il patteggiamento a meno che il prosecutore non ritenga ci sia un'insufficienza di prove dell'accusa, inoltre il New Jersey non offre licenze di lavoro (hardship) a chi è stato condannato per guida in stato di ebbrezza. Una persona accusata di guida in stato di ebbrezza non ha diritto di chiedere danni ad altri guidatori in caso di incidente, ma potrebbe chiederli all'attività commerciale o alla persona che le ha servito alcolici 
Per una seconda violazione in un periodo di 10 anni, con un tasso alcolemico superiore alla soglia massima, si incorre in una multa di $500–$1,000, un imprigionamento dai 2 ai 90 giorni, una sospensione di 2 anni della patente, un incremento dell'assicurazione sull'auto di $1,000 per 3 anni, e l'installazione obbligata di un dispositivo di blocco dell'accensione per un periodo dagli 1 ai 3 anni dopo la riconsegna della patente. Una persona che ha 3 o più condanne per guida in stato di ebbrezza in un arco di tempo inferiore ai 10 anni dall'ultima sarà multata per $1,000, 6 mesi di prigione, una sospensione della patente di 10 anni, un aumento dell'assicurazione di $1,500 l'anno per 3 anni, e l'installazione di un blocco dell'accensione dagli 1 ai 3 anni dopo la riconsegna della patente. Le condanne alla prigione nel New Jersey vengono spesso scontate tramite programmi di rilascio per lavoro (es weekend in prigione, il resto della settimana casa-lavoro).

### Storia delle leggi sulla guida sotto alcolici del NJ
Il primo disegno di legge sulla guida sotto alcolici nel New Jersey fu approvato nel 1909, rendendola disturbo all'ordine pubblico (infrazione). Nel 1921, la guida in stato di ebbrezza divenne un'infrazione del codice stradale che comportava una sospensione di 1 anno della patente 1 alla prima violazione, di 5 anni invece per violazioni ripetute. Le sanzioni vennero inasprite nel 1926 ad una sospensione di anni 2, ed una a vita in aggiunta a 3 mesi di carcere per violazioni ripetute. Nel 1951, a causa del problema di dover dimostrare l'"intossicazione", la Legislatura del New Jersey stabilì che la guida con un tasso alcolemico dello 0.15% o superiore era considerata sotto intossicazione. Un guidatore con un tasso dello 0.15% o superiore poteva essere assolto se avesse dimostrato di non essere in stato di ubriachezza.
A causa delle nuove idee sul trattamento dell'alcolismo, la sospensione a vita fu convertita ad una di 10 anni nel 1952. Il perseguimento per guida in stato di ebbrezza era difficile da operare in caso di rifiuto di sottoporsi all'etilometro, così nel 1966, lo Stato acconsentì alla sospensione della patente a chi si fosse rifiutato. Nel 1977, la soglia di intossicazione fu ridotta allo 0.10%, ma la legge faceva distinzione in caso di seconda o terza infrazione, con pene inferiori per la prima e la seconda violazione. Nel 1983, lo Stato stabilì che una persona oltre la soglia minima venisse considerata ubriaca di per sé (niente meno che una presunzione). Nove anni dopo, il tasso alcolemico massimo per i guidatori minori di anni 21 fu stabilito allo 0.01%, e nel 2003, la soglia dello 0.10% fu ridotta allo 0.08% allo scopo di ottenere i fondi federali per le autostrade.

## Altri casi legali relativi all'alcol

### Recipienti aperti e consumo in pubblico

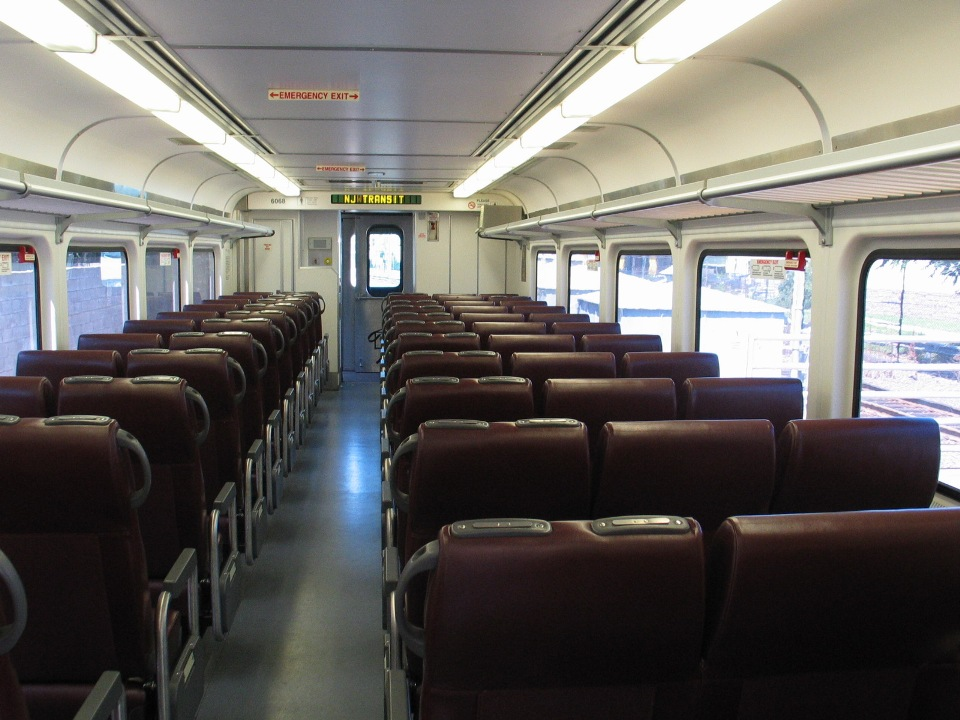
È legale consumare alcolici sui treni della New Jersey Transit.

Nel New Jersey è illegale per i passeggeri in un'auto privata tenere un contenitore di alcolici aperto, ma bottiglie aperte possono essere trasportate nel bagagliaio, ed il consumo su autobus, treno, taxi, limousine, o barca, è concesso. La multa per avere una bottiglia aperta in auto è di $200 alla prima violazione, e di $250 oppure di 10 giorni di "servizio comunitario" per le successive violazioni. Lo statuto della Motorizzazione del New Jersey non prevede la detrazione di punti per queste infrazioni, ma alcune assicurazioni automobilistiche vi impongono dei rincari. La legge del New Jersey sui contenitori aperti in veicoli motorizzati è conforme al Transportation Equity Act for the 21st Century (TEA-21), un atto federale emanato nel 1998, che riduce i fondi elargiti per le autostrade agli stati che non ne proibiscono il trasporto ai passeggeri di autovetture.
I parchi e foreste statali del New Jersey proibiscono il consumo o possesso di alcolici se non in eventi approvati. Non c'è alcuna legge statale contro il consumo di alcolici in altri luoghi, ma la maggior parte dei comuni hanno le proprie leggi sui contenitori aperti e sul consumo in luoghi pubblici. La multa per possesso di alcol nei parchi statali è di $71, e se il tetto massimo per le multe comunali è di $2000, spesso sono di molto inferiori a tale cifra. Per l'Alcoholism Treatment and Rehabilitation Act (ATRA), l'ubriachezza senza il disturbo alla quiete pubblica non è un crimine, ed i comuni non possono emanare ordinanze al riguardo. La legge del New Jersey consente di portare persone in stato di ubriachezza alle loro abitazioni oppure in strutture sanitarie.

### Restrizioni sull'acquisto e produzione in casa
A differenza di molti altri stati, il New Jersey non impone alcuna restrizione sui tipi di alcolici che una persona maggiorenne può acquistare. Il New Jersey non richiede la registrazione di fusti, e la regolamentazione della ABC ne proibisce l'imposizione da parte dei comuni. I residenti possono importare qualsiasi quantità di alcolici per uso personale, ma vi è una multa di $50 se più di 3 galloni di birra, 1 gallone di vino, o mezzo gallone di liquore vengono importati in meno di 24 ore. Qualsiasi persona dai 21 anni in su può produrre fino a 200 galloni di birra o vino l'anno. Non c'è bisogno di un permesso, ma la produzione deve avvenire in proprietà privata o attività non-commerciale, e qualsiasi alcolico prodotto non può essere venduto. È reato possedere una distilleria non registrata, o distillare qualsiasi liquore forte.

### Responsabilità oggettiva

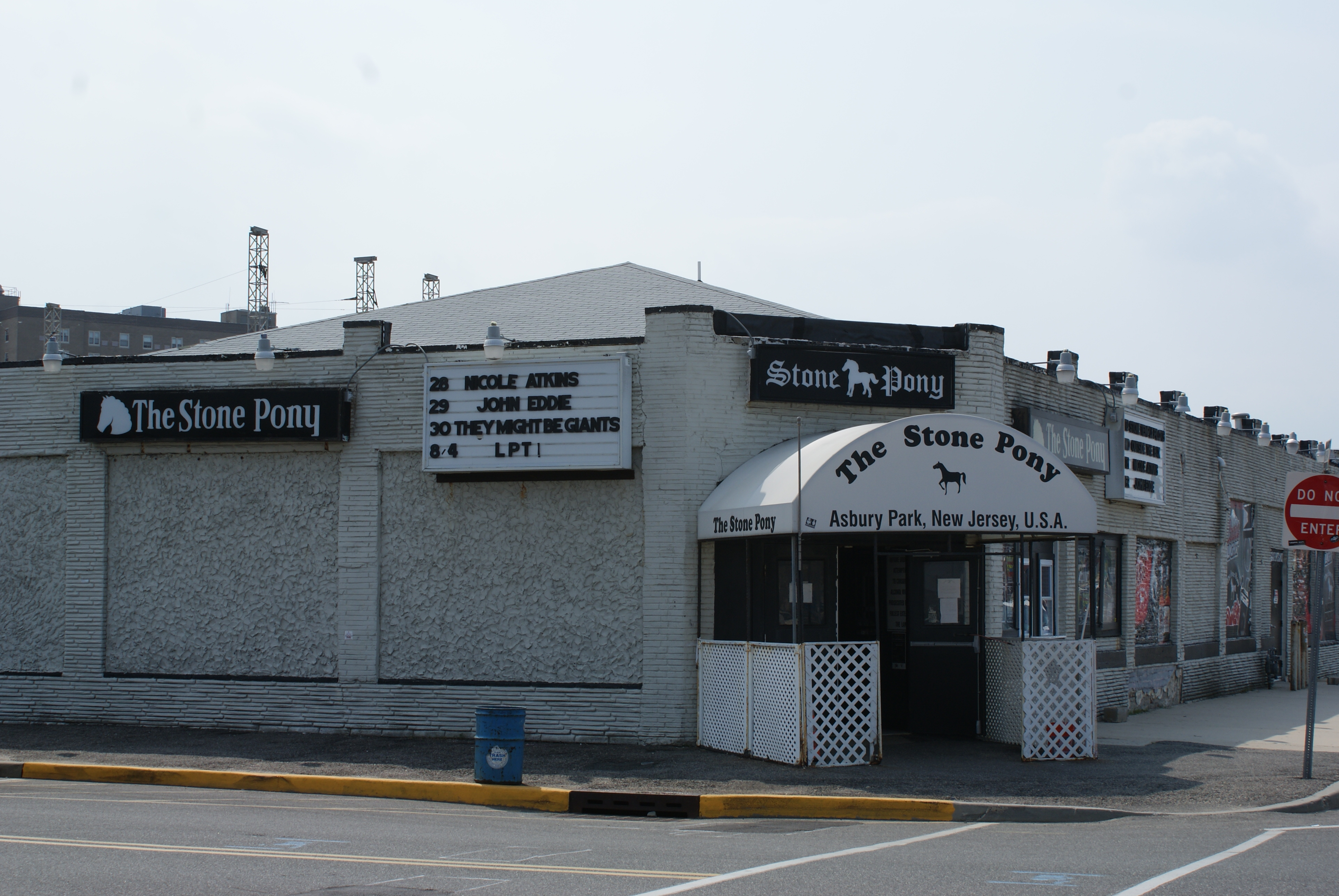
Il nightclub Stone Pony ad Asbury Park fallì per Bancarotta nel 1991 a causa di una serie di sanzioni per responsabilità oggettiva.

I proprietari di bar e ristoranti sono considerati responsabili oggettivi, e la loro licenza sugli alcolici può essere sospesa o revocata se un cliente commette attività illegali (es. rissa, atti osceni) dopo aver bevuto.
"Persona che si infortuni o danneggi proprietà a causa del negligente servizio di alcolici da parte di un esercente licenziato può chiedere danni se ciò è stato causato dalla sua negligenza (es. servito una persona già visibilmente ubriaca), e l'infortunio è stato chiara conseguenza del suo servizio."